# Cycas taitungensis
Cycas taitungensis — вид голонасінних рослин класу саговникоподібні (Cycadopsida). Етимологія: Від назви префектури Тайтун, в гірському районі на південному сході Тайваню, де цей вид росте, з суфіксом лат. -ensis, що означає походження.

## Опис
Стебла деревовиді, 3(6) м заввишки, 25–30 см діаметром у вузькому місці. Листки темно-зелені, напівглянсової, 100–180 см в довжину. Пилкові шишки веретеновиді, жовті, 35–50 см завдовжки, 8,5–10 см діаметром. Мегаспорофіли 21–26 см завдовжки, коричнево-повстяні. Насіння довгасте, завдовжки 40–45 мм, 25–30 мм завширшки; саркотеста червона, 1,5–3 мм товщиною.

## Поширення, екологія
Цей вид відомий тільки з гірських південних районах провінції Тайвань. Росте на висотах від 400 до 900 м над рівнем моря. Цей вид зустрічається в змішаних, розріджених лісах у відкритих ділянках на кам'янистих і крутих схилах або в добре дренованому гравію. Середовище проживання піддається періодичним пожежам.

## Загрози та охорона
Браконьєрство рослин та насіння з місць проживання рослин являє собою загрозу для цього виду. Рослини захищені в Taitung Hongyeh Village Cycas Nature Reserve.